# Zig Zag
För mintgodiset med samma namn, se Malaco.
Zig Zag är ett musikalbum av The Hooters, utgivet 1989. Det innehåller bland annat hitlåtarna "500 miles" och "Don’t knock it 'til you try it".
"Brother, Don't You Walk Away" och "Heaven Laughs" är också släppta som singlar.

## Låtlista[1]
1. "Brother, Don't You Walk Away"       (Rob Hyman, Eric Bazilian, Rick Chertoff) – (4:28)
2. "Deliver Me"       (Rob Hyman, Eric Bazilian) – (4:06)
3. "500 Miles"       (Hedy West, ytterligare text av Rob Hyman, Eric Bazilian, Rick Chertoff) – (4:25)
4. "You Never Know Who Your Friends Are"       (Rob Hyman, Eric Bazilian, Rick Chertoff) – (4:04)
5. "Heaven Laughs"       (Rob Hyman, Eric Bazilian, Rick Chertoff) – (4:19)
6. "Don't Knock It 'Til You Try It"       (Rob Hyman, Eric Bazilian) – (4:17)
7. "Give The Music Back"       (Rob Hyman, Eric Bazilian) – (5:15)
8. "Always A Place"       (Rob Hyman, Eric Bazilian) – (4:03)
9. "Mr. Big Baboon"       (Rob Hyman, Eric Bazilian, Rick Chertoff) – (3:54)
10. "Beat Up Guitar"       (Rob Hyman, Eric Bazilian) – (4:09)

## Musiker
- Eric Bazilian: sång, gitarrer, mandolin, saxofon
- Rob Hyman: sång, keyboards, melodica, dragspel
- John Lilley: gitarr
- David Uosikkinen: trummor
- Fran Smith Jnr: bas